# Gagrella cyanargentea
Gagrella cyanargentea is een hooiwagen uit de familie Sclerosomatidae.